# Casa de Ópera de Chicago

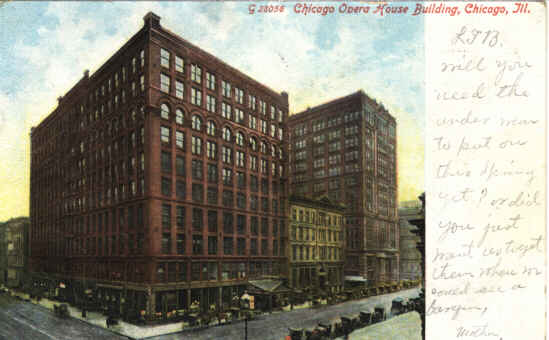
Chicago Opera House

A Casa de Ópera de Chicago (em inglês:  Chicago Opera House é um teatro de ópera construído nos anos de 1884 e 1885, em Chicago, Illinois, Estados Unidos, criado pelos arquitetos Cobb e Frost. 
A casa foi inaugurada dia 18 de agosto de 1885, com a performance de Hamlet estrelando Thomas W. Keene. De 1887 até 1890 a Casa de Ópera de Chicago serviu como local oficial de observação para o Serviço Nacional de Meteorologia. 
Em Dezembro de 1888 sofreu um incêndio. 
A Casa de Ópera de Chicago foi demolida em 1912. O local foi ocupado pelo Burnham Center (formalmente conhecido como Conway Building), concluído em 1915. 
A ideia de construir a Casa de Ópera de Chicago foi do escocês David Henderson.